# Complesso di Santa Maria di Materdei
Il complesso di Santa Maria di Materdei è una struttura conventuale di Napoli ubicata nell'omonima piazzetta.

## Storia

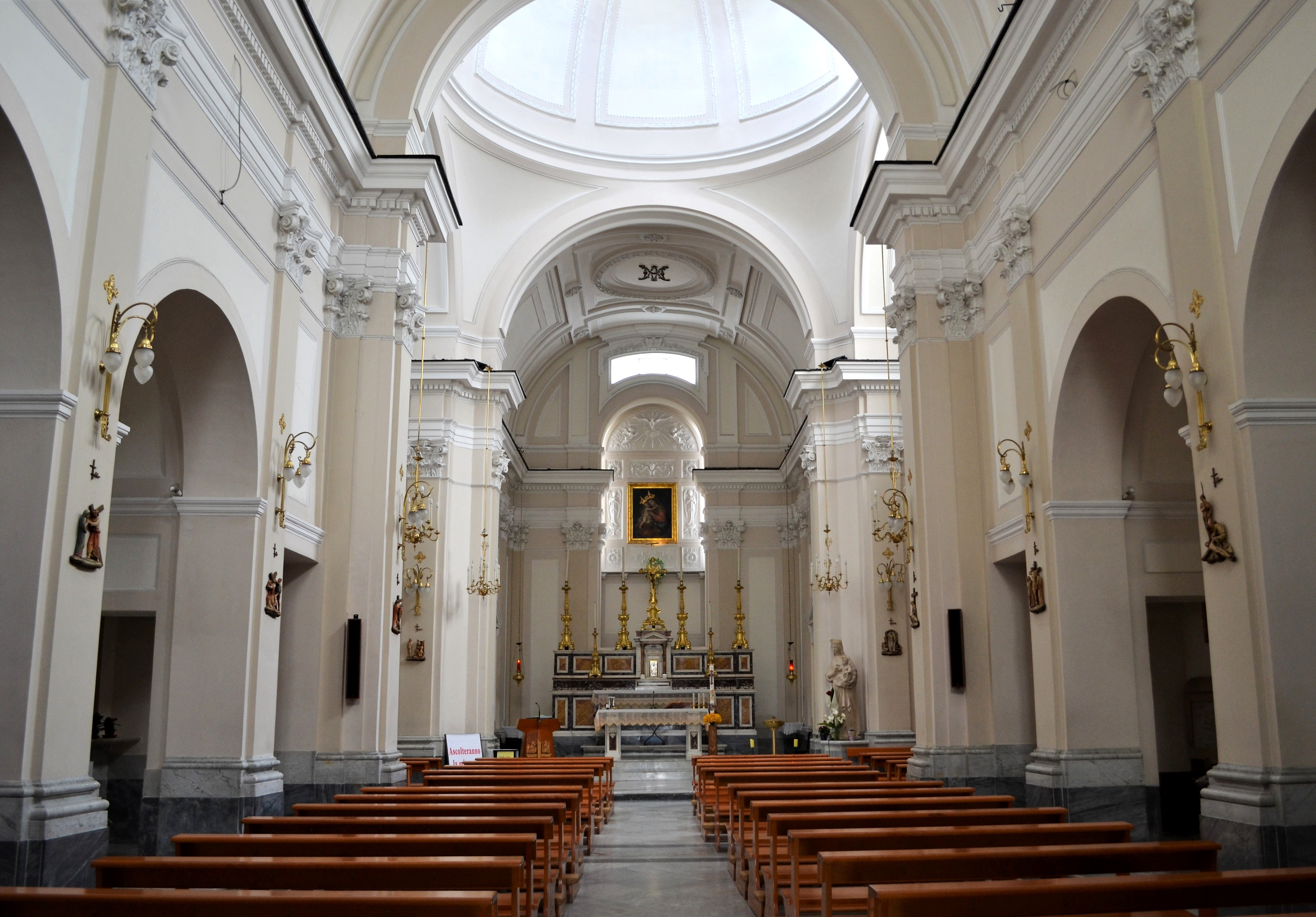
L'interno

Il complesso è stato fondato da padre Agostino de Juliis dell'Ordine dei Serviti (o servi di Maria) in tarda epoca rinascimentale, nel 1585; nel corso dei secoli venne ampiamente modificato. Tra i più importanti rimaneggiamenti, vi è quello barocco ad opera di Tagliacozzi Canale (1728): oggi dell'intervento si possono notare due piccoli portalini.
Nel XIX secolo, con la prima soppressione degli ordini, il complesso fu ulteriormente rimaneggiato per poter adempiere al suo nuovo ruolo di caserma. Dopo questa destinazione la chiesa venne riaperta al culto nel 1852 e proprio in questo periodo subì un ulteriore rimaneggiamento, assumendo l'aspetto odierno; tuttavia, verso la metà del XIX secolo il convento perse definitivamente la sua originaria funzione al fine di ospitare una caserma ed un ricovero per le vedove dei soldati. Oggi è sede di un istituto scolastico.
 Già durante il decennio francese le opere d'arte andarono quasi tutte disperse (Giuseppe Sigismondo in sua guida della città di Napoli del 1789 cita tele di Francesco Solimena, Lorenzo De Caro e Paolo De Matteisa pagina 48); mentre è superstite una Madonna del Rosario su tavola, risalente alla seconda metà del XVI secolo ed attualmente collocata sopra l'altare destro del transetto. Rimase abbandonata fino al 1848 quando fu finalmente riconsacrata per volere dei reali Borboni. Nel 1852 divenne parrocchia per concessione del cardinale Riario Sforza con il titolo di S. Maria dell'Amore e fu affidata al canonico Raffaele Serena che vi fece eseguire da Gennaro Maldarelli due tele, raffiguranti l'Annunciazione e Il Battesimo di Cristo e visibili nelle seconde cappelle laterali.
La chiesa è costituita da una sola navata con volta a botte lunettata; le strutture sono decorate in stile neoclassico, stesso discorso per la facciata. Vi è un pseudotransetto sormontato da una cupola a scodella; ai lati ci sono le cappelle.